# Fauvelia martinensis
Fauvelia martinensis är en ringmaskart som beskrevs av Gravier 1900. Fauvelia martinensis ingår i släktet Fauvelia och familjen Syllidae. Arten har ej påträffats i Sverige. Inga underarter finns listade i Catalogue of Life.